# 보트엔진
보트엔진(Boat Engine)은 모터보트에 사용되는 엔진을 말한다. 일반적으로 이러한 추진기가 배의 외부에 부작되는 엔진은 선외기,내부에 장착된 엔진은 선내기(Inboard motor)라고 한다. 소형 선외기 엔진은  보통 단기통 엔진을 사용한다.
연료로는 경유를 사용하는 디젤엔진과 휘발유를 사용하는 가솔린 엔진 등이 있다.

## 선외기 엔진
|                                    |
| 모터보트의 선외기 엔진 구조 (외형) |

## 같이 보기
- 내연기관
- 보트